# Tchan Čen-lin
Tchan Čen-lin (čínsky pchin-jinem Tán Zhènlín, znaky zjednodušené 谭震林, tradiční 譚震林; 24. dubna 1902 – 30. září 1983) byl čínský komunistický politik.

## Život
Tchan Čen-lin se narodil v okrese Jou v provincii Chu-nan. V roce 1926 vstoupil do Komunistické strany Číny a  roku 1927 se v řadách komunistických povstalců (v čínské Rudé armádě) v horách Ťing-kang-šan vedených Ču Tem a Mao Ce-tungem účastnil čínské občanské války. Roku 1929 se Maovy oddíly přesunuly na pomezí provincií Ťiang-si a Fu-ťien, Tchan Čen-lin byl poté povýšen na komisaře 12. sboru se kterým se účastnil bojů v druhé a třetí obkličovací kampani. Od roku 1932 velel fuťienskému vojenskému obvodu a zastupoval předsedu fuťienského vojensko-administrativního výboru, tedy podílel se vedení komunisty ovládaných regionů ve Fu-ťienu. V jihozápadním Fu-ťienu i po odchodu hlavních sil Rudé armády na Dlouhý pochod, až do roku 1938, kdy se komunistické oddíly z regionu – již v rámci Nové 4. armády přesunuly na sever a po roce 1941 se posunuly na sever od řeky Jang-c’-ťiang. Tchan v Nové 4. armádě po roce 1941 velel 6. divizi. 
Na VII. sjezdu KS Číny byl zvolen do ústředního výboru. Do roku 1949 se vypracoval na prvního zástupce politického komisaře 3. polní armády Čínské lidové osvobozenecké armády.
Po vzniku Čínské lidové republiky v roce 1949 se Tchan stal stranickým tajemníkem a guvernérem provincie Če-ťiang (1949–1952), současně působil jako třetí tajemník východočínského byra ÚV KS Číny (1949–1952) a poté jako guvernér provincie Ťiang-su (1952–1955), byl i místopředsedou východočínského administrativního výboru (1953–1954). Roku 1954 byl přeložen do Pekingu, kde se stal zástupcem generálního sekretáře ústředního výboru (1954–1956). Na VIII. sjezdu KS Číny byl opět zvolen do ústředního výboru a sekretariátu ÚV, v němž odpovídal za zemědělskou politiku. Roku 1959 se stal i místopředsedou státní rady (vlády) pro zemědělství. Během Velkého skoku podporoval Mao Ce-tungovu radikalistickou politiku, čehož později litoval.
V raných fázích kulturní revoluce patřil k té části vedení strany a vlády, která oponovala radikálům z ústřední skupiny pro kulturní revoluci. V lednu–únoru 1967 se na několika jednáních vedení v Pekingu s druhými politiky (Čchen I, Nie Žung-čen a další) otevřeně postavil radikálům. Opozice kulturní revoluci byla Mao Ce-tungem a jeho spojenci odsouzena jako „únorový protiproud“ a její představitelé, včetně Tchan Čen-lina, museli odejít z funkcí, „aby mohli provést sebekritiku“. Až po Lin Piaově smrti v roce 1971 Mao postupně vracel do politiky některé své staré revoluční kolegy, roku 1973 byl tak Tchan Čen-lin  X. sjezdem KS Číny zvolen členem ústředního výboru (znovuzvolen 1977, do 1982) a začátkem roku 1975 byl zvolen místopředsedou stálého výboru Všečínského shromáždění lidových zástupců (znovuzvolen 1978, do 1983). Roku 1982 odešel z ústředního výboru KS Číny, náhradou byl zvolen místopředsedou ústřední poradní komise KS Číny.
Zemřel v Pekingu 30. září 1983.